# المطالب العالية بزوائد المسانيد الثمانية
المطالب العالية بزوائد المسانيد الثمانية هو كتاب من كتب الحديث ألفه الحافظ ابن حجر العسقلاني (773 -852)، قسم فيه المؤلف مؤلفه على أربعة وأربعين كتابا، ثم فرع مضمون كل كتاب على أبواب تناسب ما تحتويه من أحاديث، وعدد هذه الأبواب يزيد أو ينقص حسب المادة العلمية المجموعة، وهو في كل باب يقدم المرفوع من الحديث ثم الموقوف ثم المقطوع وهكذا، وللحافظ ابن حجر العسقلاني في الزوائد منهج يتقدم به على غيره من كتب الزوائد في التالي:
1. يذكر الحديث في الزوائد إن لم يرو في الأصل.
2. أو ورد ولكن من طريق آخر.
3. أو من نفس الطريق ولكن في الفرع زيادة مؤثرة.

بالإضافة إلى ما ذكر فهو يشترك مع غيره في التالي :
- يهتم بذكر زوائد المقطوعات والموقوفات.
- ما جاء معلقًا في كتب الأصول كمعلقات البخاري ومسلم والترمذي إذ جاءت في كتب الفروع مسندة يسوقها على أنها من الزوائد.
- يورد الحديث في الزوائد إن كان من رواية من سمع من المحدث قبل الاختلاط إن كان في الأصل من رواية من سمع منه بعد الاختلاط وهذا فريد رائق.
- إن كان من كتب الفروع وفي المتن زيادة مؤثرة يورد بسببها الحديث في الزوائد.
- إن كان الحديث في الأصول على الشك في اسم الصحابي وجاء في الفرع مقطوعًا به أورد في الزوائد.
- إن وقع في الإسناد تضعيف أو تحريف في الكتاب الأصل أتى بالحديث في الزوائد إن جاء على الصواب في الكتاب الفرع.
- قد يورد الحديث في الزوائد لأنه من المزيد في متصل الأسانيد.
- إذا كان اسم الصحابي مبهمًا في الأصل ومعروفًا في الأصول أو العكس ذكر الآخر في الزوائد.
- إذا جاء مرسلاً في الأصول متصلاً في الزوائد وبالعكس.